# San Cristóbal de Segovia

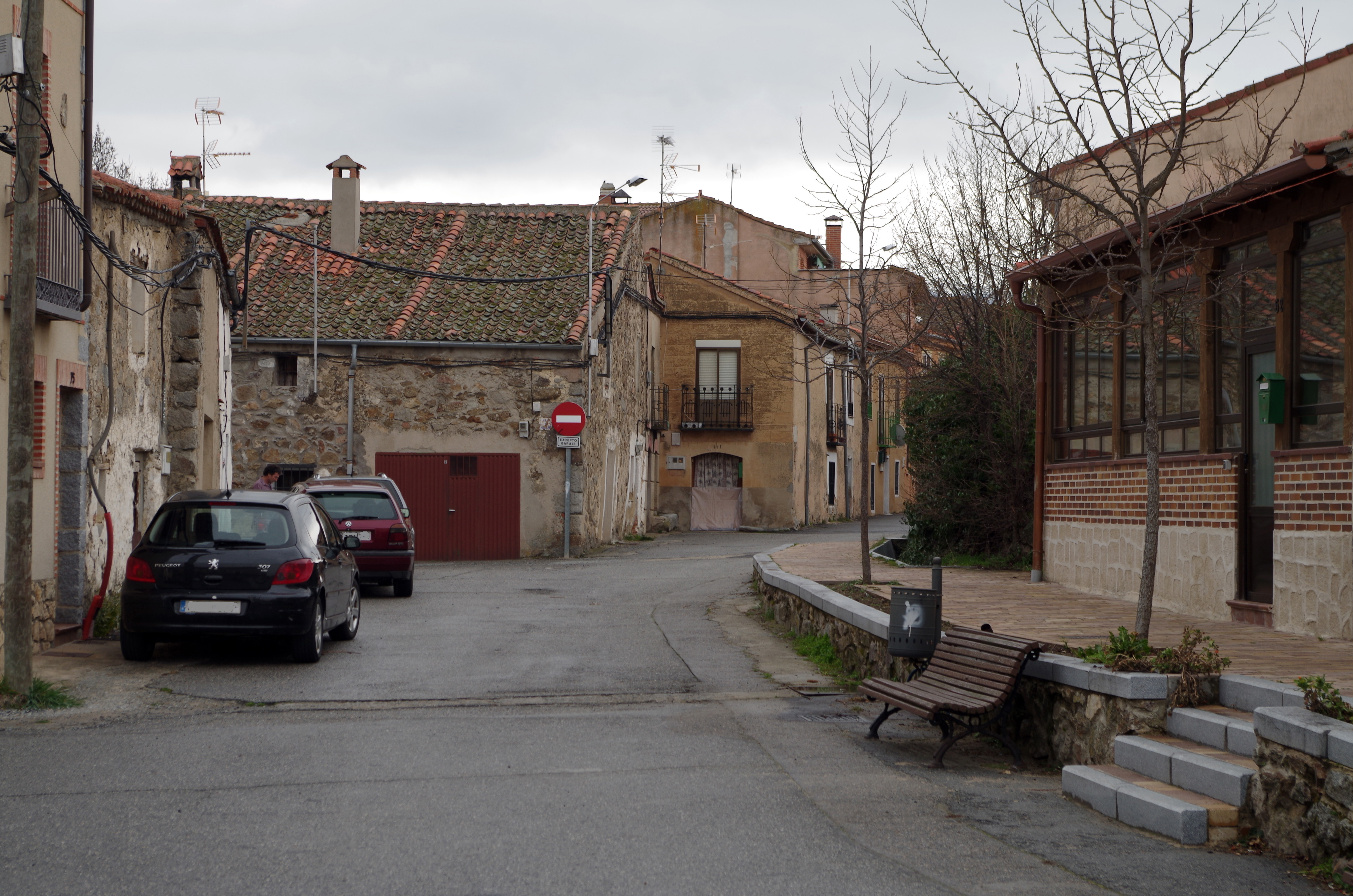

San Cristóbal de Segovia est une commune de la province de Ségovie dans la communauté autonome de Castille-et-León en Espagne.

## Sites et patrimoine
- Chapelle San Antonio de Padua
- Église Nuestra Señora del Rosario